# Kemnath
Kemnath je město v Bavorsku ve vládním obvodu Horní Falc v zemském okrese Tirschenreuth. Město leží v pohoří Smrčiny, 26 km jihovýchodně od Bayreuthu. 

## Administrativní členění
Katastrální území města se skládá ze samotného města a 38 obcí a dvorů, z nichž největší je Waldeck, ves ulicového typu s gotickým kostelem a zříceninou románského hradu.

## Historie
Název místa je odvozen od slova keminatha, starého termínu pro vytápěnou místnost středověkého hradu nebo hostince. Od 9. do 13. století takové sídlo stálo severozápadně od dnešního města. V blízkosti hradu byl hostinec pro obchodníky a povozníky.
Osada na místě města byla poprvé písemně zmíněna v listině ze 6. července roku 1009. Toho dne král Jindřich II. ve Frankfurtu nad Mohanem daroval Keminathu spolu s dalšími statky nově založené diecézi Bamberk.
Osadu vysadili na tržní město ve 13. století pravděpodobně lankrabata z Leuchtenbergu. V roce 1283 byl Kemnath prodán vévodovi Ludvíku II. Bavorskému a v roce 1329 i s hradem a vsí Waldeck připadl Wittelsbachům. Kemnath byl v letech 1354–1375 jediným místem tehdejšho soudního okresu Waldeck-Kemnath, jemuž byla udělena městská práva.
V období pozdní gotiky a dále v baroku byla obec regionálně významným střediskem uměleckých řemesel, s malíři, truhláři, sochaři a zlatníky. V letech 1623 až 1628 se oblast vrátila pod nadvládu bavorských Wittelsbachů. Nedaleká továrna na armatury ve Fortschau byla v letech 1689 až 1801 jediným velkým výrobním závodem na ruční palné zbraně pro bavorskou armádu. Sortiment těchto zbraní je vystaven v místním muzeu.
Městské opevnění, zesílené během třicetileté války (1618–), se skládalo z dvojitého prstence hradebních zdí s věžemi a dvou přístavků s padacími mosty. Od roku 1803 byl příkop kolem města odvodněn a opevnění z velké části zbořeno. Zůstaly zbytky hradebních zdí. Centrum města je dlážděné a má typický středověký vzhled: úzké uličky s vysokými domy na úzkých parcelách.
Při reorganizaci bavorské státní správy v roce 1803 byl v Kemnathu zřízen zemský soud a hlavním městem okresu byl Bamberk. V té době mělo město Kemnath 258 krbů a tři kostely. Městský rybník měl oproti současnosti téměř dvojnásobnou vodní plochu, severně od města se nacházely pastevecké rybníky.

## Památky
- Farní kostel Nanebevzetí Panny Marie v Kemnathu – trojlodní halový kostel, pozdně gotický z roku 1488, tři oltářeː Kalvárie, sv. Vavřince a sv. Šebestiána jsou barokní, stejně jako varhany; obraz Nanebevzetí Panny Marie na hlavním oltáři je z 19. století.
- Kostel sv. Jiří v Oberndorfu, románsko-gotický ze 12.–13. století, původně součást hradu Oberndorfu, založeného falckrabětem z Leuchtenburgu a zbořeného začátkem 19. století
- Stará radnice s hodinovou věží, přestavěná v polovině 19. století v novorenesančním stylu
- Ruiny hradu Waldeck, založeného roku 1124 Gebhardem, falckrabětem z Leuchtenburgu, hrad později rozšířen, roku 1329 sňatkem připadl Wittelsbachům; pobořen za třicetileté války
- Vlastivědné muzeum – regionální umělecké a historické sbírky, sbírka zbraní, zejména místní výroby

## Galerie

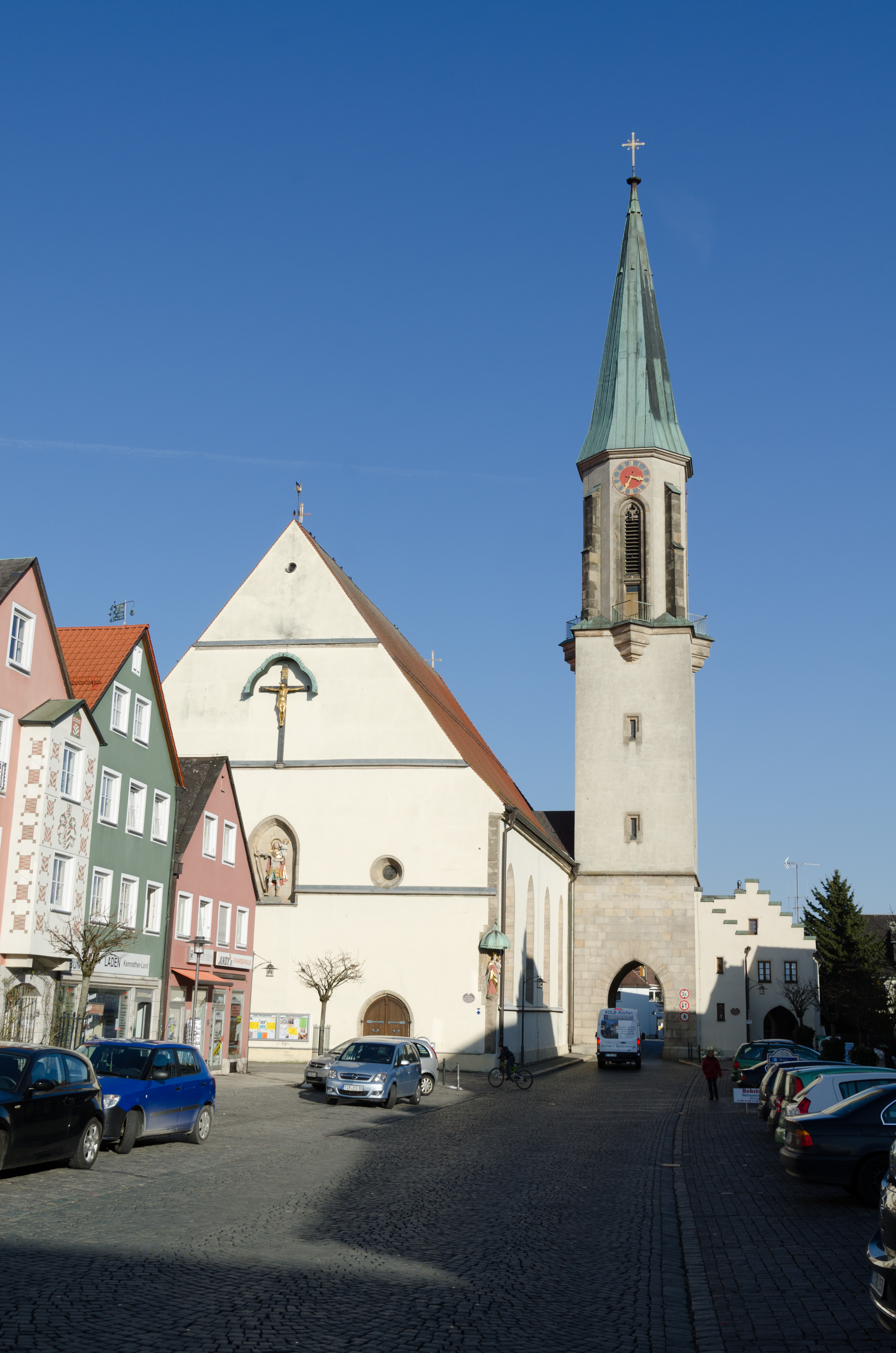
Kostel Nanebevzetí Panny Marie
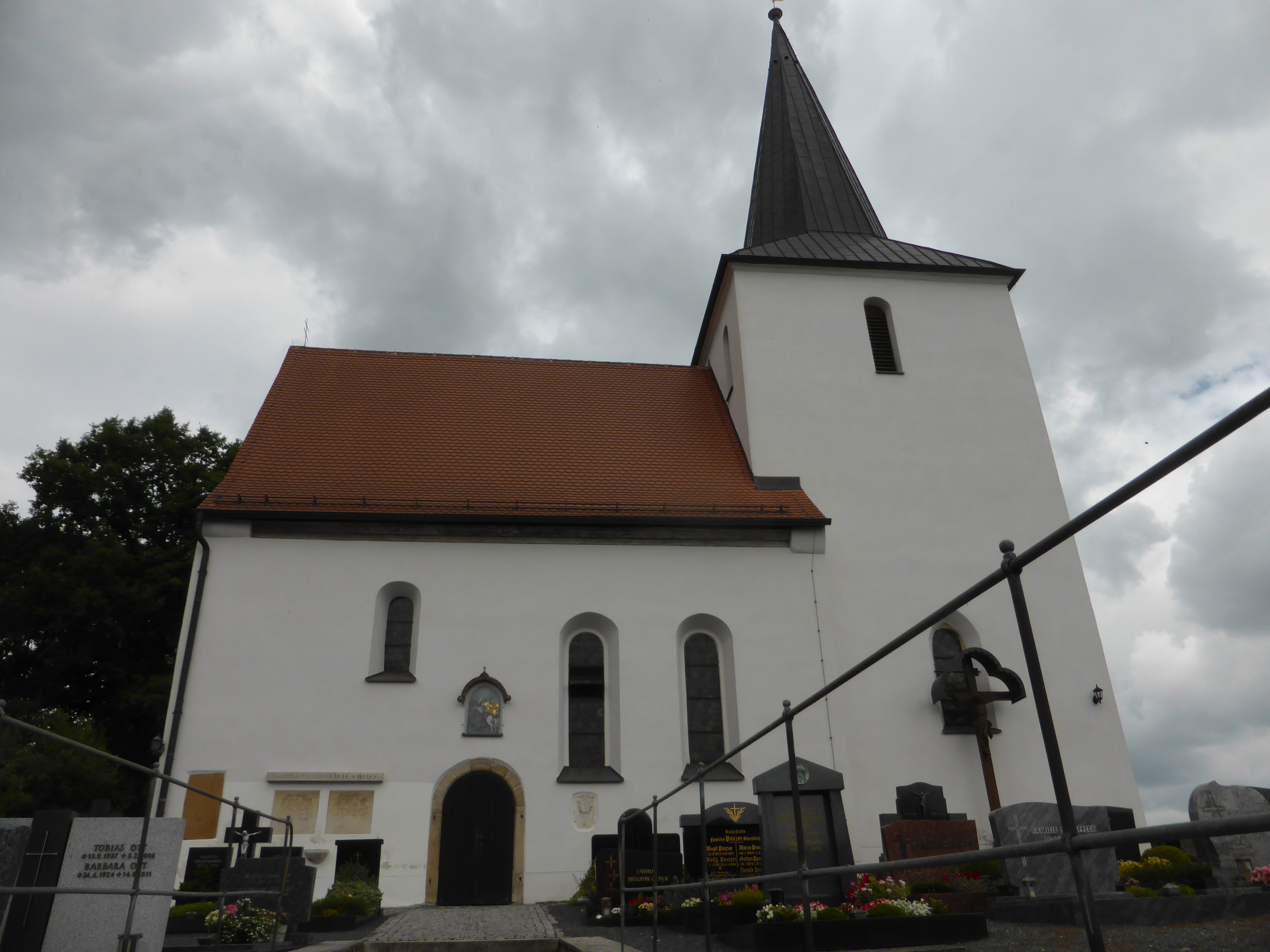
Kostel sv. Jiří v Oberndorfu
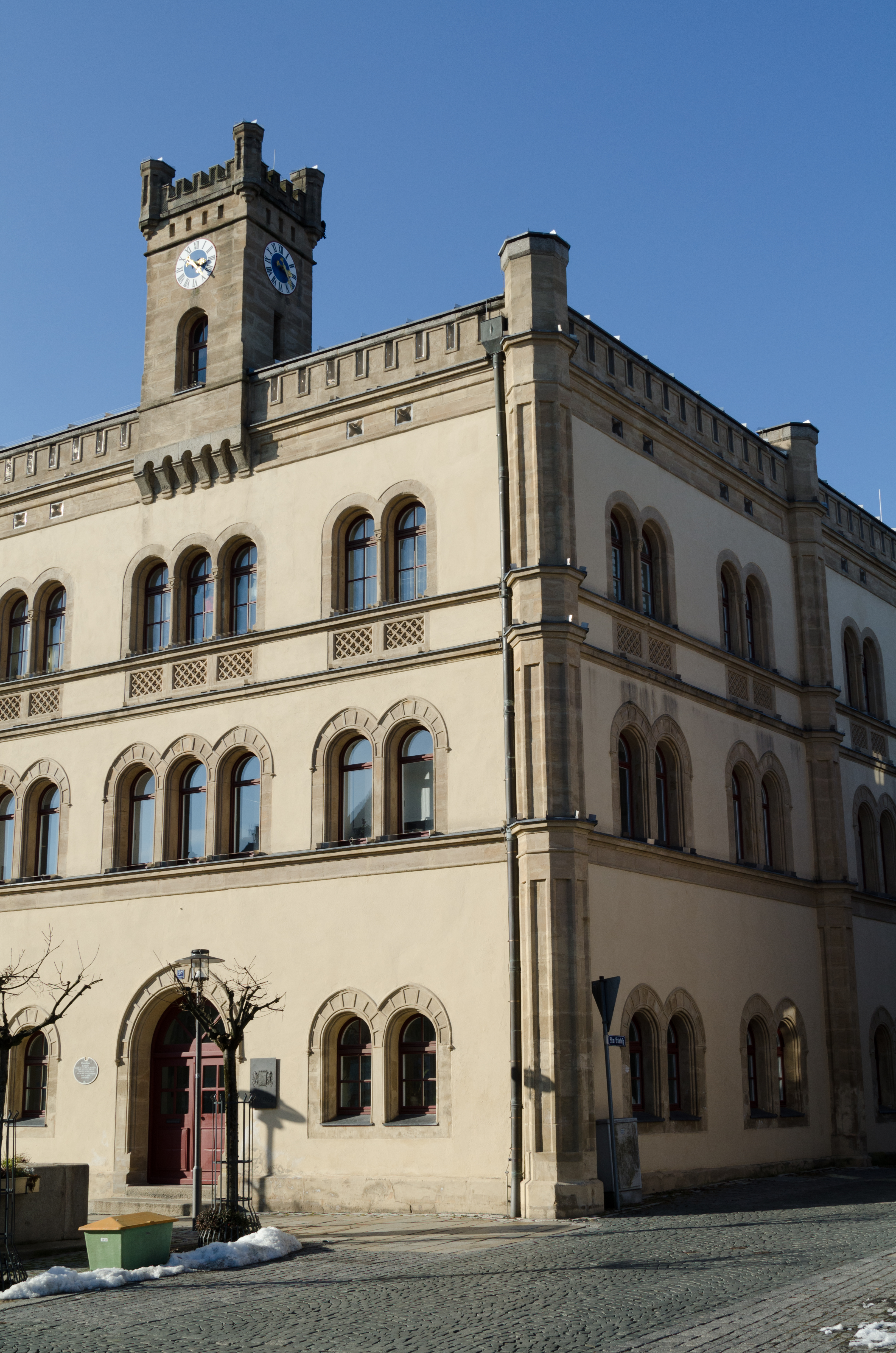
Stará radnice
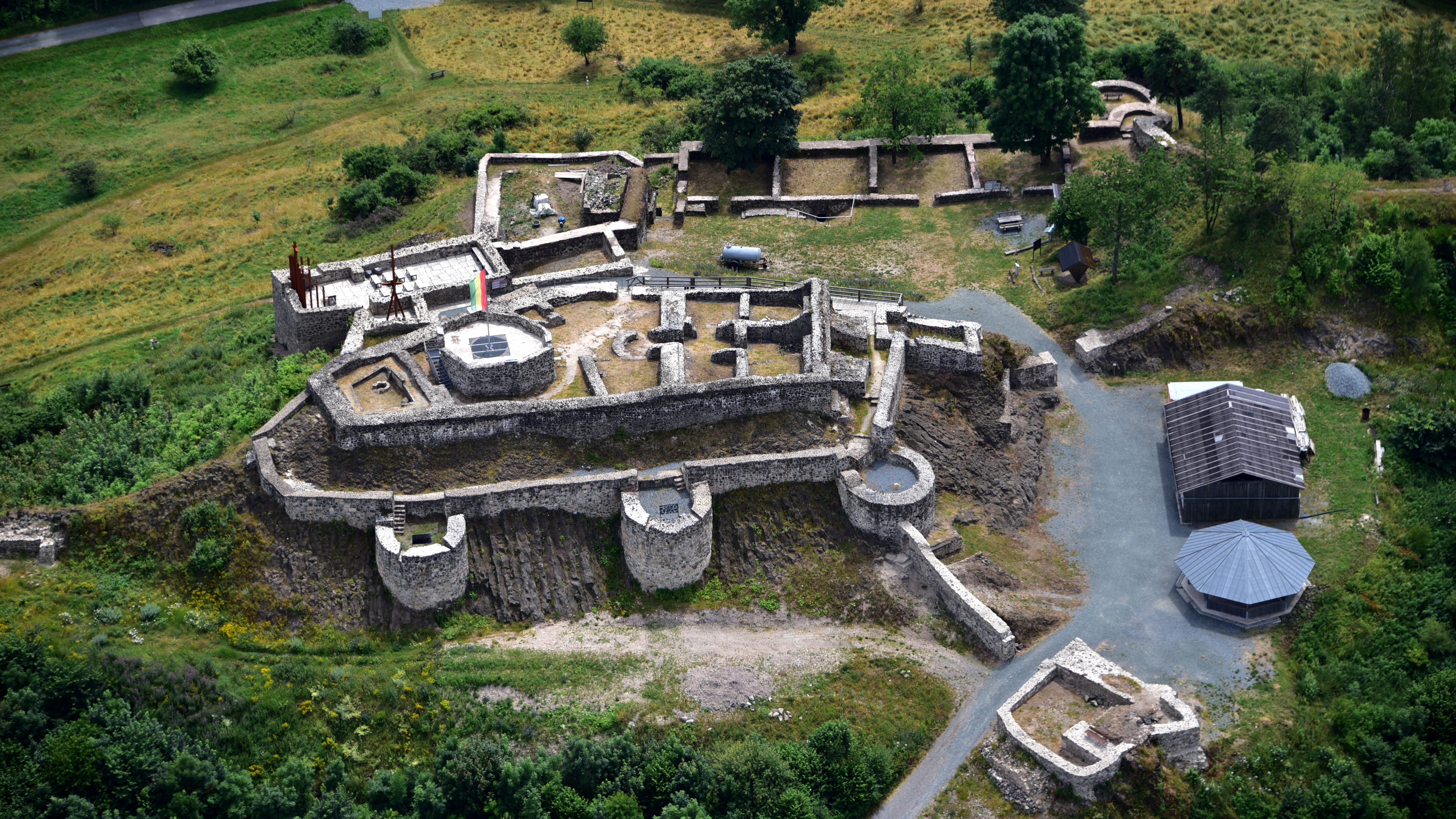
Ruiny hradu Waldeck
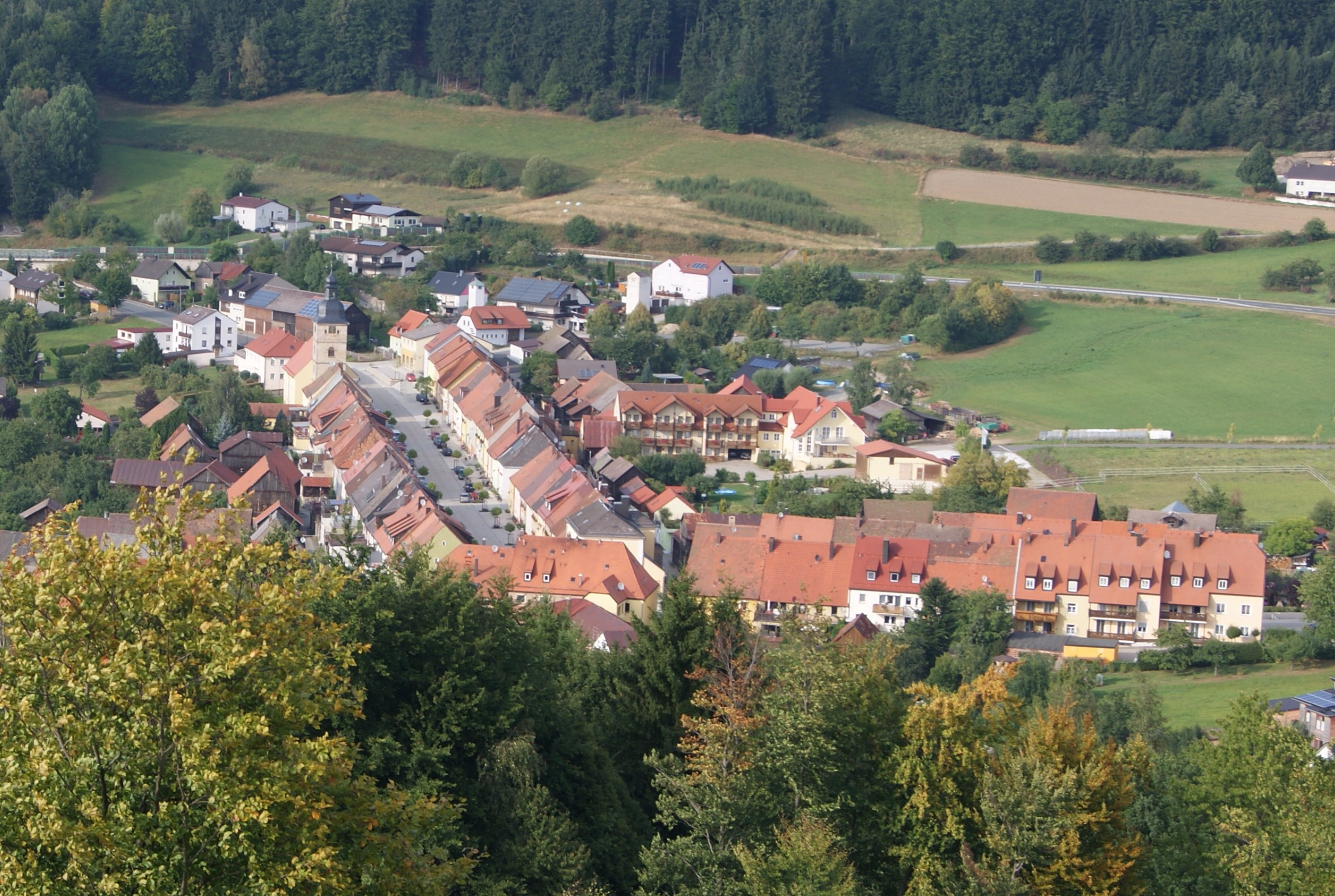
Vesnice Waldeck

## Partnerská města
- Nepomuk, Česká republika (od 2008)
- Zagorje ob Savi, Slovinsko (od 2008)
- Batalión č. 709 (od 2010)